# Tatort: Das verlorene Kind
Das verlorene Kind ist ein Fernsehfilm aus der Krimireihe Tatort. Der vom Bayerischen Rundfunk unter der Regie von Jobst Oetzmann produzierte Beitrag wurde am 26. November 2006 im Ersten Programm der ARD erstgesendet. Es ist die 648. Tatortfolge und der vierundvierzigste Fall der Münchner Kommissare Batic und Leitmayr.

## Handlung
Franz Leitmayr, der gerade aus dem Urlaub von Norwegen zurückgekommen ist, fährt mit seinem Kollegen Ivo Batic zu einem Tatort in einer Münchner Altbauwohnung. Carlo Menzinger ist bereits vor Ort: Der Witwer Adalbert Kirchner liegt erschlagen auf dem Boden; der Mord hat vor etwa 48 Stunden stattgefunden.
Offensichtlich hat er ganz allein in der Wohnung gelebt, wie auch das italienische Ehepaar bestätigt, das ein Café im Erdgeschoss betreibt. Andererseits hat Kirchner bei jedem Verlassen des Hauses mit seinem Handy ständig die Raumüberwachung seines Telefons in der Wohnung angewählt. Beim Testen dieser Raumüberwachung hören die Kommissare verdächtige Geräusche in der Wohnung – also wird Carlo Menzinger zur nächtlichen Überwachung der Wohnung eingeteilt.
Nach kurzer Zeit bemerkt Carlo Menzinger, dass er nicht allein in der Wohnung ist, und ruft seine Kollegen zur Hilfe. Gemeinsam überwältigen sie einen geistig behinderten jungen Mann, der sich verbal nur sehr unzureichend ausdrücken kann. Es stellt sich heraus, dass es sich um Hans Kirchner handelt, der von seinem Vater Adalbert Kirchner seit seiner Kindheit von der Außenwelt abgeschirmt wurde. Er besuchte weder Kindergärten noch Schulen und existiert für die Behörden im Prinzip nicht. Batic und Leitmayr können Kontakt zu Sabine Schmiedinger, der Schwester von Hans Kirchner herstellen. Sie sind verwundert, dass sie nichts gegen das Martyrium ihres Bruders getan hatte. Der Ehemann erklärt den Ermittlern, dass sein Schwiegervater den Kontakt zu ihr abgebrochen hatte. Nachdem Hans’ Mutter gestorben war, erwartete Adalbert Kirchner, dass sich seine Tochter ab sofort um ihn und ihren Bruder kümmerte. Dies lehnte sie ab, weil sie gerade erst einen eigenen Kindergarten eröffnet und auch geheiratet hatte.
Nach Lage der Dinge gehen die Ermittler davon aus, dass Hans Kirchner nach 30 Jahren Gefangenschaft sich am eigenen Vater gerächt hat. Das Tatwerkzeug wurde mit Kirchners Fingerabdrücken in seiner Behausung gefunden und verständlicherweise hätte er das stärkste Motiv. 
Sabine Schmiedinger kann sich nicht vorstellen, dass ihr Bruder zu so einer Tat fähig sein soll. Dass Hans gefangen gehalten wurde, würde man auf den ersten Blick denken müssen. In Wahrheit seien die verriegelten Fenster und die Gurte an seinem Bett nur zu seinem Schutz. Auf dem Dachboden würde er wohnen, weil er es so wollte und den Regen gern auf das Dach prasseln hörte. Ihr Vater war kein Monster. Er liebte seinen Sohn. In früher Kindheit hatten ihre Eltern den Jungen einem Heim anvertraut mit dem Resultat, dass er dort falsch medikamentiert wurde und nach einem Sturz die halbe Nacht im Keller gelegen hatte. Danach hätte ihr Vater niemandem mehr vertraut und alles in die eigenen Hände genommen.
Sabine Schmiedinger stellt fest, dass in der Wohnung eine antike Kaminuhr fehlt. Das könnte tatsächlich auf einen anderen Täter deuten. Batic und Leitmayr gelingt es ein Antiquitätengeschäft zu finden, welches die Uhr angekauft hatte. Das führt allerdings nicht direkt weiter, denn die Uhr wurde bereits vor zwei Jahren verkauft. Aber die Kommissare durchforsten daraufhin die Handwerksfirmen, die Kirchner in den letzten Jahren in seine Wohnung gelassen hatte. Ehe sie jedoch den so ermittelten Kroaten Stanka Duric ausfindig machen können, müssen sie sich um Hans kümmern. Er hat sich in einem unbeaufsichtigten Moment aus der Klinik entfernen können und ist auf dem Weg zu seiner Schwester. Nachdem an der Autobahn eine verwirrte Person gemeldet wurde, können ihn Batic und Leitmayr finden und zurückbringen.
Nachdem Stanka Duric befragt werden kann stellt sich heraus, dass Hans ihm die Uhr geschenkt hatte, weil er ein wenig Zeit mit dem Jungen verbracht hatte. Danach wäre er nie wieder dort gewesen, obwohl er Hans versprochen hatte wiederzukommen. Somit bleibt der Junge wieder ihr Hauptverdächtiger. Um besseren Zugang zu Hans zu bekommen, holen sie ihn aus der Klinik und bringen ihn in seine vertraute Umgebung. Sie versuchen mit ihm den Tag nachzuspielen, an dem sein Vater starb. Hans spielt gut mit und alles deutet darauf hin, dass er den Mörder gesehen hat. Zudem führt er die Ermittler zu einem Versteck, wo sein Vater Geld deponiert hatte, das nun nicht mehr da ist. Somit kann erneut Raubmord als Tatmotiv angenommen werden, was Hans endlich entlastet. Er darf nun zu seiner Schwester, in deren Nähe er stets friedlich ist.
Batic und Leitmayr versuchen herauszufinden, wer von dem Geld wissen konnte. Dabei stoßen sie auf Kirchners Schwager, seine Frau hatte kurz vor ihrem Tod 50.000 Euro ihrem Bruder geschenkt. Als Täter scheidet er jedoch aus. Dem kommen die Ermittler per Zufall auf die Spur, als sie sich im Auto eine von Hans Kinderkassetten anhören und merken, dass er auch etwas selbst aufgenommen hat. So findet sich nach langen Suchen auf einer seiner Kassetten ein Streitgespräch zwischen Adalbert Kirchner und Dietmar Schmiedinger. Er hat im Streit über das Geld, von dem auch er wusste, seinen Schwiegervater erschlagen. Allerdings ist auch zu hören, dass er weiß, dass Hans ihn gesehen hat. Mit dem unternimmt er gerade eine Klettertour in den Bergen und die Ermittler befürchten, dass er Hans umbringen könnte. Obwohl er das tatsächlich vorhatte, hilft er dem Jungen, als dieser abzustürzen droht. Als Batic und Leitmayr eintreffen, hat er Hans gerade wieder zurück auf den Felsen gerettet.

## Rezeption

### Kritiken
„In der insgesamt sehr lichtarmen Atmosphäre mit reichlich Nebelschwaden schafft Regisseur Jobst Christian Oetzmann starke Bilder, kreiert einen starken Kontrast zwischen der idyllisch-verschneiten Voralpenlandschaft und der Düsternis der Mordwohnung, inszeniert hollywoodreife Verfolgungsjagden mit Schockeffekten und anrührende Szenen, die niemals ins Kitschige abdriften.“

Rainer Tittelbach von tittelbach.tv findet dieser Tatort ist: „Stark gespielt, stark inszeniert!“ „Mit seinen verfremdeten Bildern, die die Perspektive des jungen Mannes wiedergeben, ist der Film zunächst auch optisch reizvoll. Später dominiert die menschliche Ebene, weil einen Hans’ Schicksal natürlich berührt. Das liegt nicht zuletzt an der Darstellung Schwering-Sohnreys, der einige Erfahrung mit solchen Figuren hat.“

### Einschaltquoten
Die Erstausstrahlung von Das verlorene Kind am 26. November 2006 wurde in Deutschland von 7,55 Millionen Zuschauern gesehen und erreichte einen Marktanteil von 21,2 Prozent für Das Erste.